# Rascal Flatts
Rascal Flatts je ameriška pop-country skupina, ki je nastala leta 1999 v Columbusu, Ohio. Med širšim občinstvom so najbolj poznani po animiranemu filmu Avtomobili (Cars), za katerega so posneli priredbo skladbe »Life is a Highway«.

## O članih
Jay DeMarcus, rojen 26. aprila 1971 v Columbusu, igra klavir in je basist, pevec ter pisec pesmi. Je bratranec Garyja LeVoxa rojenega Gary Wayne Vernon 10. julija 1970 v Columbusu, ki je v pevec v bendu. Tretji član pa je Joe Don Rooney, rojen 13. septembra 1975. Rooney igra električno, akustično kitaro, mandoline in poje.

## Dela

### Albumi
- Melt (2002)
- Feels Like Today (2004)
- Me and My Gang (2006)
- Still Feels Good (2007)

### Singli
- »These Days« (2002)
- »Mayberry« (2004)
- »Bless the Broken Road« (2005)
- »Fast Cars and Freedom« (2005)
- »What Hurts the Most« (2006)
- »My Wish« (2006)
- »Stand« (2007)
- »Take Me There« (2007)

## Nagrade
Rascal Flatts so prejeli številne nagrade Akademije za country glasbo (Academy of Country Music, ACM) in ameriške glasbene nagrade (American Music Award, AMA). Leta 2010 so dobili zvezdo na Hollywood Walk of Fame.